# Scorched Earth
Scorched Earth (en anglais : « terre brûlée ») est un jeu vidéo d'artillerie. Développé pour DOS et édité en shareware, il s'agit d'un jeu où des tanks s'affrontent au tour par tour sur un terrain en deux dimensions, chaque joueur ajustant l'angle et la puissance de son tir.